# Hudson Standard Eight
La Standard Eight è un'autovettura prodotta dalla Hudson nel 1934. Nel 1935 il modello fu rinominato Special Eight.

## Storia

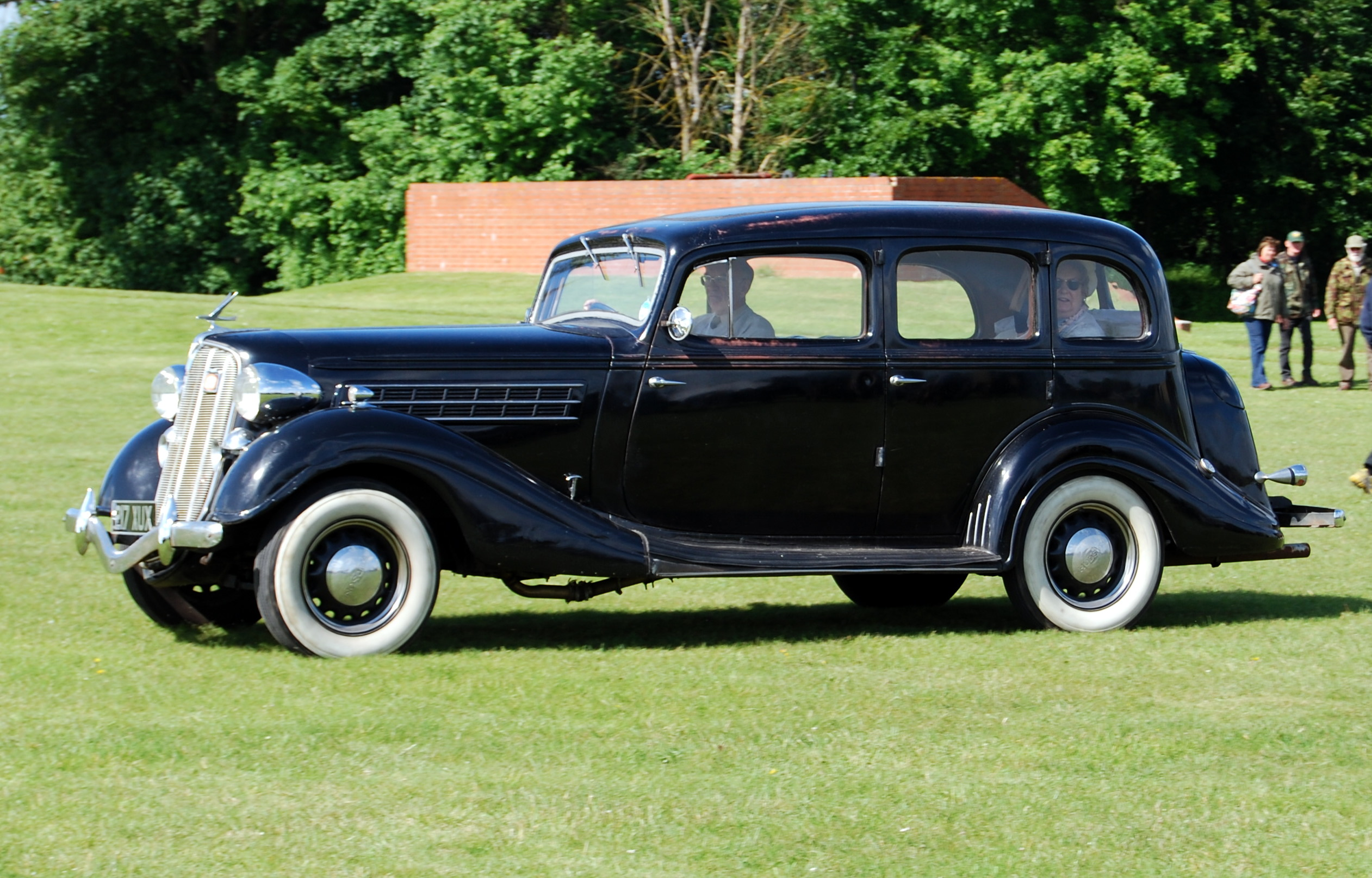
Una Hudson Special Eight berlina del 1935

Il modello era provvisto di un motore ad otto cilindri, da cui il nome. Successe alla Hudson Pacemaker. La Standard Eight era, in sostanza, la versione meglio accessoriata della Challenger. Il telaio era disponibile in due versioni, che si differenziavano dal passo, 2.946 mm e 3.124 mm.
Il motore installato sulla versione corta era un otto cilindri in linea e valvole laterali da 4.169 cm³ di cilindrata avente un alesaggio di 76,2 mm e una corsa di 114,3 mm, che erogava 108 CV di potenza. La versione a passo lungo era dotata di un motore quasi identico, ma da 113 CV. La frizione era monodisco a umido, mentre il cambio era a tre rapporti. La trazione era posteriore. I freni erano meccanici sulle quattro ruote. Il cambio automatico era offerto come optional.
Nel 1935 il modello fu ridenominato Hudson Special Eight. Il passo disponibile era solo uno, quello corto, ma il motore offerto era quello da 113 CV.